# مايك هي
مايك هي (بالصينية: 賀軍翔) هو عارض ومغني وممثل تايواني، ولد في 28 ديسمبر 1983 بتايبيه في تايوان.

## وصلات خارجية
- مايك هي على موقع IMDb (الإنجليزية)
- مايك هي على موقع أول موفي (الإنجليزية)
- مايك هي على موقع قاعدة بيانات الفيلم (الإنجليزية)